# وجان (ويجان)
وجان هي إحدى مشيخات المملكة المغربية، تتبع جغرافيا لإقليم تيزنيت وإداريًا لويجان. يقدر عدد سكانها بـ 3463 نسمة حسب الإحصاء الرسمي للسكان والسكنى لسنة 2004.